# Frederick Agnew Gill
Frederick Agnew Gill (9. juli 1873 – 4. juni 1938) var en britisk polospiller som deltog i OL 1900 i Paris.
Gill vandt en bronzemedalje i polo under OL 1900 i Paris. Han var med på holdet Bagatelle Polo Club de Paris som kom på en tredjeplads i poloturneringen. Holdet bestod af spillere fra både Frankrig og Storbritannien. De andre på holdet var Robert Fournier-Sarlovèze, Maurice Raoul-Duval og Édouard Alphonse James de Rothschild fra Frankrig.